# Mycalesis siamica
Mycalesis siamica is een vlinder uit de onderfamilie Satyrinae van de familie Nymphalidae. De wetenschappelijke naam van de soort is voor het eerst geldig gepubliceerd in 1921 door Norman Denbigh Riley & Godfrey.